# 노이치정
노이치정(일본어: 野市町)은 일본 고치현 중부에 위치했던 정이다. 2006년 3월 1일에 주변 4정촌이 합병해 고난시가 되었다.

## 역사
- 1889년 4월 1일 - 정촌제 시행에 의해 노이치촌이 성립하였다.
- 1926년 2월 1일 - 정으로 승격해 노이치정이 되었다.
- 1955년 1월 1일 - 사코촌, 고소촌, 후케촌과 합병해 새로운 노이치정이 성립하였다.
- 2006년 1월 1일 - 아카오카정, 가가미정, 야스정, 요시카와촌이 합병해 노이치정이 성립하였다. 동일 노이치정은 폐지되었다.

## 교통

### 철도
- 도사쿠로시오 철도 아사 선

### 도로
- 국도 제55호선

## 참고 문헌
- 角川日本地名大辞典編纂委員会,『角川日本地名大辞典 39 高知県』1983, 角川書店